# Hayward Gallery
De Hayward Gallery, vroeger The Hayward geheten, is een kunsthal in Londen, Engeland, die gebouwd is in de stijl van het brutalisme. Het tentoonstellingsgebouw maakt deel uit van het Southbank Centre en ligt aan de South Bank, de zuidoever van de rivier de Theems, in de borough of Lambeth. De Hayward Gallery vormt met de naastgelegen Royal Festival Hall, de Queen Elizabeth Hall, de Purcell Room, het Royal National Theatre en het British Film Institute een van Europa's grootste concentraties van kunstinstellingen. De Hayward presenteert jaarlijks 3 à 4 tentoonstellingen op het gebied van moderne of hedendaagse kunst.

## Geschiedenis
In 1951 werd op het terrein van de Hayward Gallery het Festival of Britain gehouden, bedoeld om het naoorlogse herstel van Groot-Brittannië te vieren. Na afloop werden de meeste gebouwen, op de Royal Festival Hall na, gesloopt. In 1955 besloot de stad Londen (London County Council, later Greater London Council) om een kunsthal en enkele instellingen op het gebied van de uitvoerende kunsten op het terrein te vestigen. Nadat in 1967 de South Bank Concert Halls (de Queen Elizabeth Hall en de Purcell Room) hun deuren voor het publiek hadden geopend, ging een jaar later The Hayward open, gerund door de Arts Council of Great Britain. De opening op 9 juli 1968 werd verricht door koningin Elizabeth en de eerste tentoonstelling betrof een overzichtstentoonstelling van Henri Matisse. De kunsthal is genoemd naar Sir Isaac Hayward, de voormalige voorzitter van London County Council. Eerste directeur was Joanna Drew.
In 1986 werd de South Bank Board gevormd, die het management van de concertzalen van de Greater London Council overnam, in 1987 ook van The Hayward. Vanaf dat moment werd gesproken van de Hayward Gallery in het Southbank Centre. In 1994 werd een internationale prijsvraag uitgeschreven om het Southbank Centre een betere uitstraling te geven. Winnaar van de competitie was Richard Rogers Partnership, dat een "Crystal Palace" voorstelde, een glazen koepel over de Hayward Gallery en de Queen Elizabeth Hall. Van 1996 tot 2006 was Susan Ferleger Brades directeur van de Hayward. Ze werd opgevolgd door de huidige directeur, Ralph Rugoff.
In 2013 werden opnieuw plannen gepresenteerd om de omgeving van de Hayward Gallery en de Queen Elizabeth Hall te verbeteren. Daarbij zouden twee nieuwe gebouwen worden toegevoegd, waarin ruimtes voor kunst, een centrum voor literatuur en commerciële ruimtes ondergebracht zouden worden. Door dit nieuwe plan zou The Undercroft verdwijnen, een skatepark dat in kringen van skaters een zekere cultstatus had. Naast de skaters bleek ook het National Theatre bezwaren tegen de plannen te hebben, waarna de plannen in 2014 werden bevroren.

## Tentoonstellingen

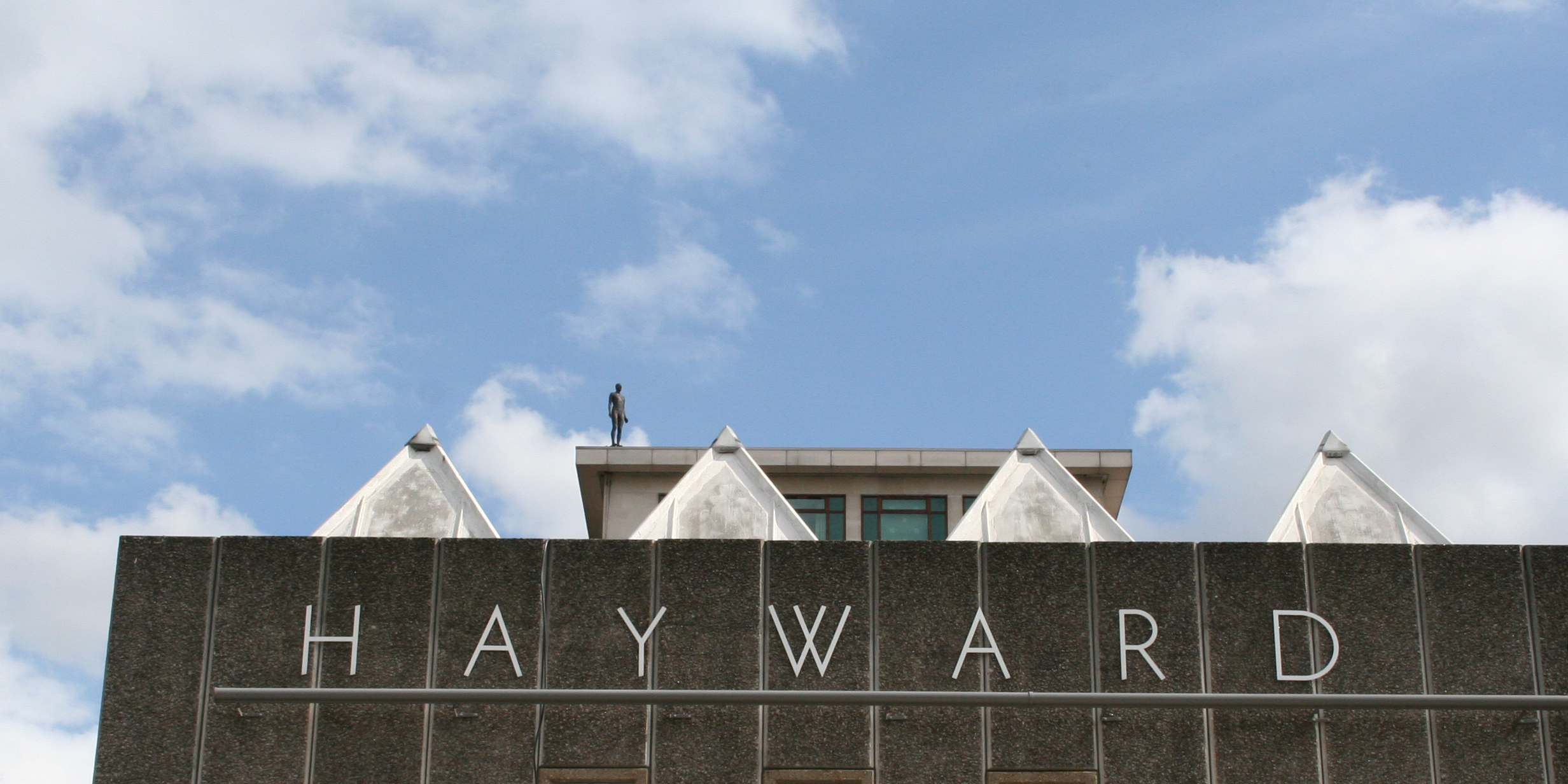
Beeld van Antony Gormley op het dak

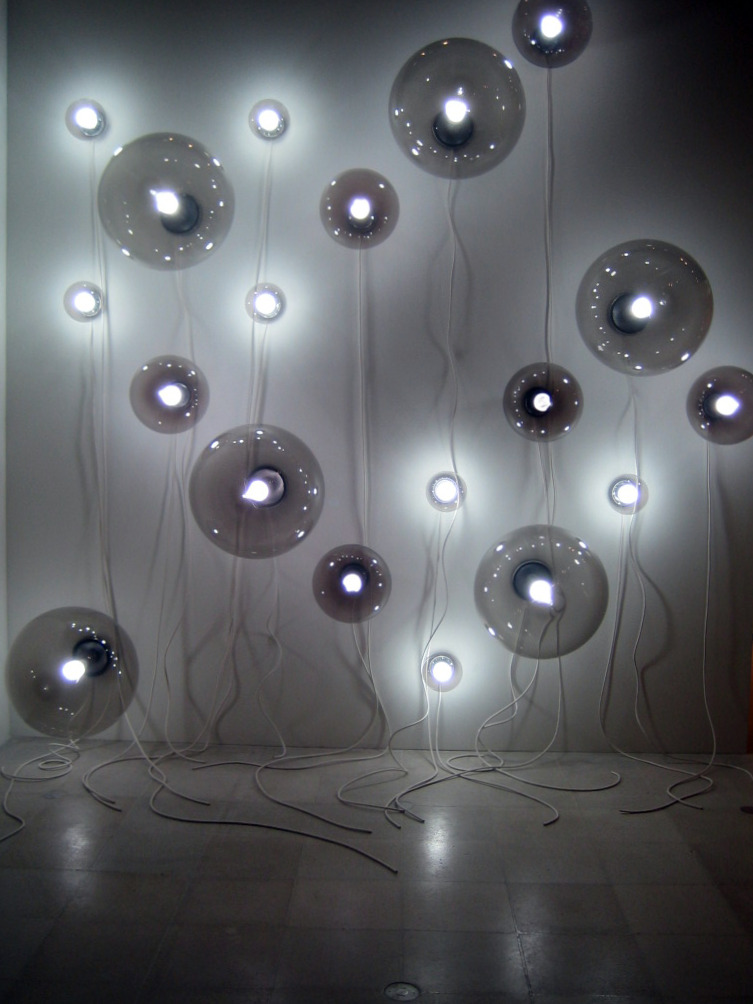
Werk van Angela Bulloch

De Hayward Gallery bezit geen eigen museale collectie maar organiseert per jaar 3 of 4 grote tentoonstellingen van moderne of hedendaagse kunst. Tentoonstellingen kunnen uiteenlopende onderwerpen belichten, maar zijn over het algemeen gericht op één kunstenaar. Grote tentoonstellingen uit het verleden hadden als thema Leonardo da Vinci, Edvard Munch, Paul Klee, Roy Lichtenstein, Andy Warhol, Pipilotti Rist, Tracey Emin, de Franse impressionisten en Verborgen Surrealisme. In het recente verleden werd soms gekozen voor werk van kunstenaars dat past bij of contrasteert met de bijzondere architectuur van het gebouw, zoals Dan Flavin en Antony Gormley. Van 1968 tot 1986 stond de instelling onder management van de Arts Council of Great Britain, tegenwoordig is dit het Southbank Centre, dat ook de concertzalen in het complex beheert. De Hayward Gallery organiseert ook de reizende tentoonstellingen van werken uit collectie van de Arts Council, het zogenaamde National Touring Exhibitions programme. In the Hayward zelf waren twee grote overzichtstentoonstellingen van werken uit de Arts Council collectie te zien: British Art 1940–1980 (1980) en How to Improve the World: 60 Years of British Art (2000).

## Architectuur
De Hayward Gallery is een belangrijk voorbeeld van brutalistische architectuur uit de jaren '60, waarvan steeds minder voorbeelden resteren. Het gebouw werd ontworpen door een groep jonge architecten, waaronder Dennis Crompton, Warren Chalk en Ron Herron. Naast lof viel hun ook hoon ten deel, vanwege de compromisloze toepassing van ruw beton in hun ontwerp. Ook de kunstmatige scheiding van verkeersstromen tussen de verschillende gebouwen van het Southbank Centre kreeg veel kritiek, omdat dit zou leiden tot het ontstaan van donkere en onveilige ruimtes onder en tussen de gebouwen en walkways.
In het gebouw bevinden zich twee verdiepingen met tentoonstellingsruimtes. Aanvankelijk was het de bedoeling de drie grote buitenruimtes (de uitgebouwde balkons aan de voorzijde) voor openluchttentoonstellingen te gebruiken, maar dit gebeurt maar zelden. De binnenruimtes worden met elkaar verbonden door twee enorme trappenhuizen van gegoten beton met halverwege toiletgroepen. De drie liftkokers zijn aan de buitenkant zichtbaar als betonnen dozen. Het gebouw had oorspronkelijk een kleine foyer met aluminium deuren, zoals ook in de Queen Elizabeth Hall. Deze ontvangstruimte werd in 2003 vergroot met een glazen ovalen paviljoen ontworpen door Dan Graham en glazen deuren.
De bovenste tentoonstellingsruimte ontvangt daglicht via de glazen piramides op het platte dak. Het dakterras aan de zuidzijde van het gebouw dat in het oorspronkelijke ontwerp onderdeel was van een looproute naar de Queen Elizabeth Hall, is meestal gesloten. Een walkway boven Belvedere Road verbindt het complex met Waterloo Bridge. De walkway-verbinding met Hungerford Bridge is in 1999 grotendeels gesloopt. De begane grond is grotendeels in gebruik als parkeerterrein. Op de zuidwesthoek staat een transformatorhuis.
In 2011 werd de Hayward Gallery op de lijst van beschermde gebouwen van het World Monuments Fund (WMF) gezet, ondanks het feit dat het gebouw in het Verenigd Koninkrijk niet beschermd is.

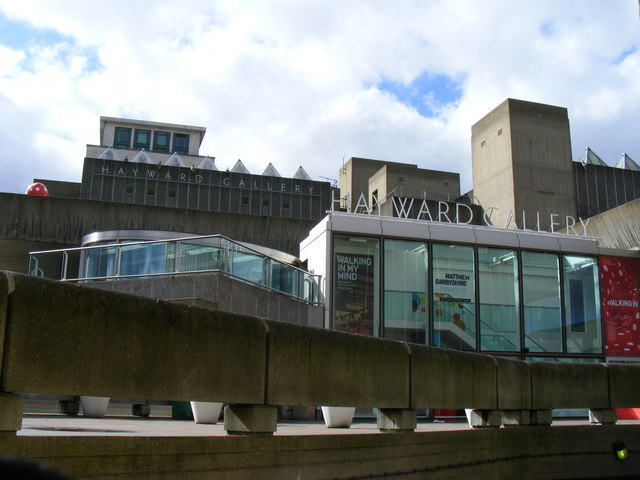
Entreegebied
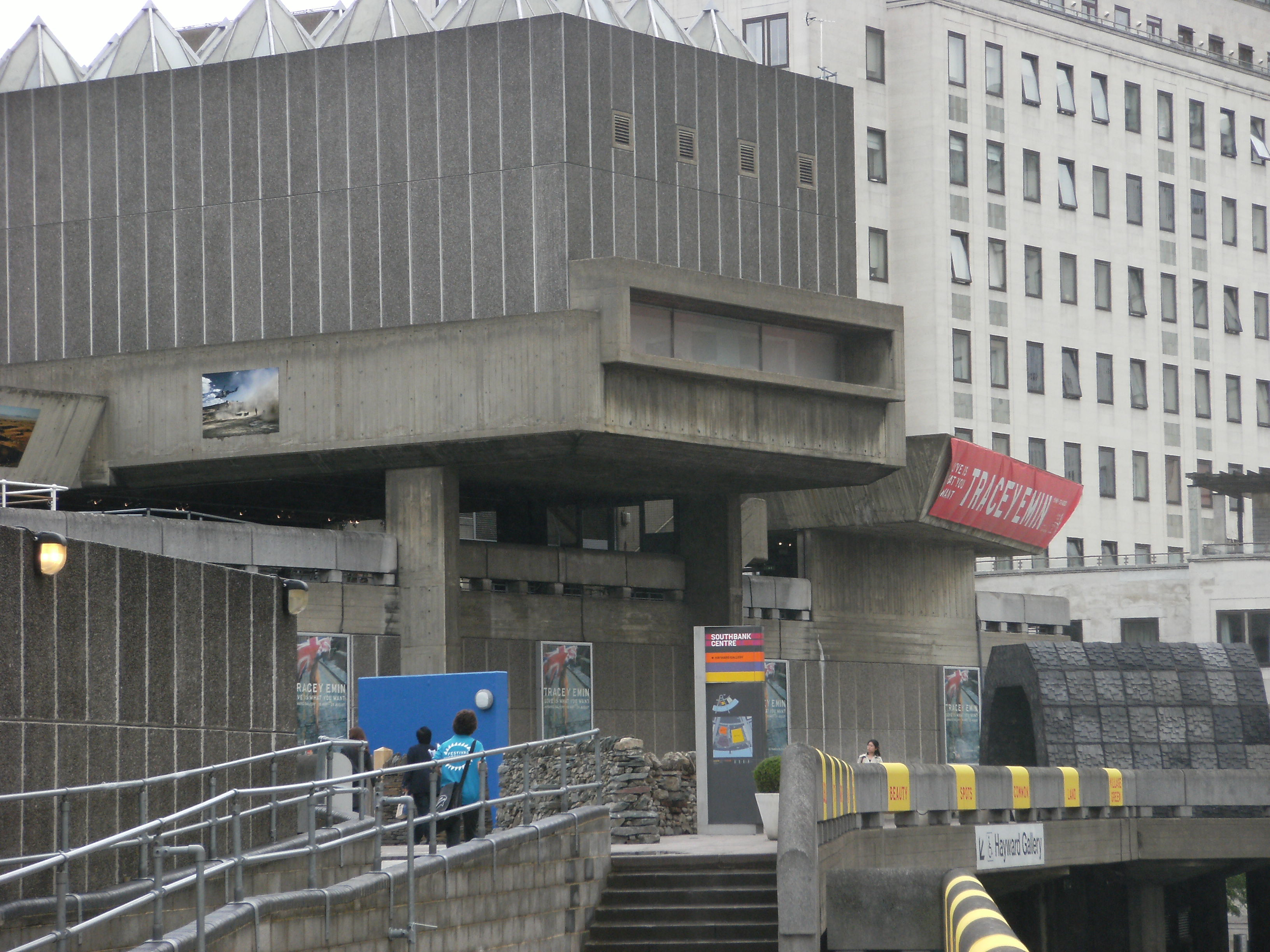
Architectuurdetail
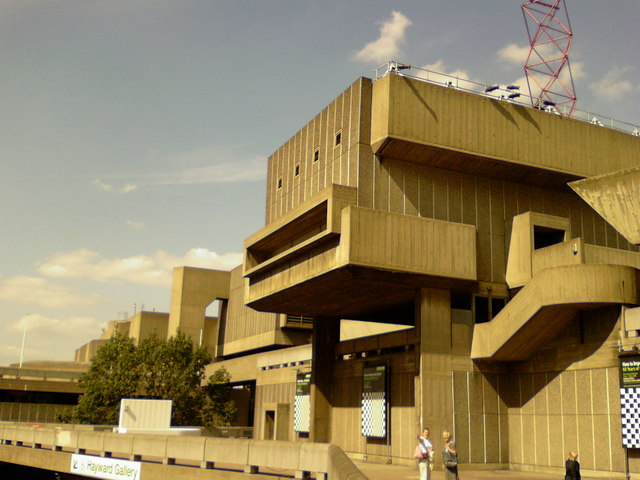
Architectuurdetail
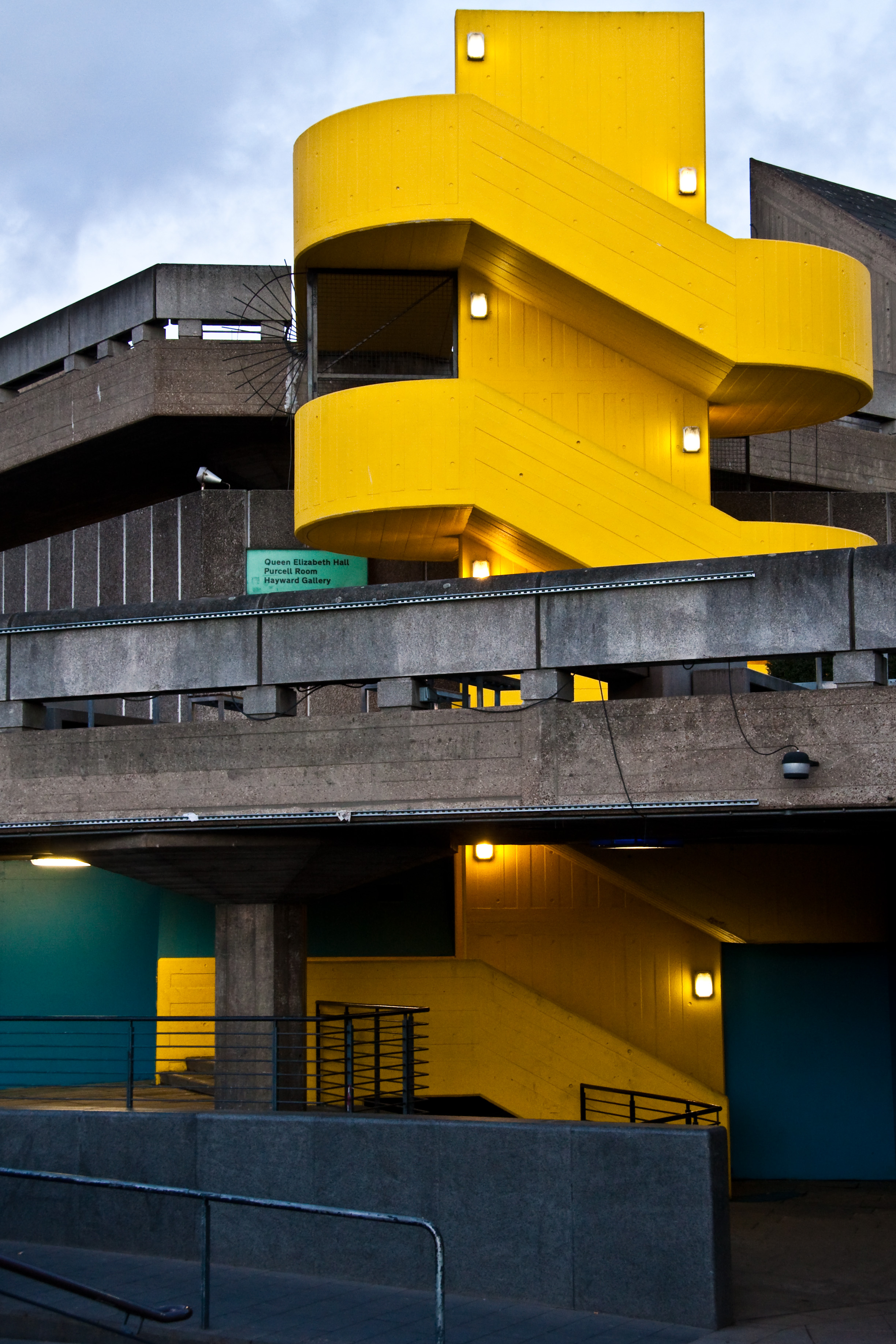
Geel geschilderde trap